# Niittysaari (ö i Lappland, Rovaniemi, lat 66,15, long 27,00)
Niittysaari är en ö i Finland. Den ligger i sjön Simojärvi och i kommunen Ranua i den ekonomiska regionen  Rovaniemi ekonomiska region  och landskapet Lappland, i den norra delen av landet, 700 km norr om huvudstaden Helsingfors. Öns area är 4 hektar och dess största längd är 360 meter i nord-sydlig riktning.